# Compagnies montées
Pour les articles homonymes, voir Compagnie.
Si l'infanterie est très efficace dans les Aurès, en Kabylie et dans toute région montagneuse, elle se révèle assez lente dès que le terrain devient plat.
À la fin du XIXe siècle, la Légion étrangère, et plus particulièrement le 2e régiment étranger mirent sur pied les compagnies montées afin de permettre à ces fantassins de se déplacer sur de longues distances en évitant la fatigue.
Les chevaux ne pouvaient pas s'avancer aussi loin dans le désert, sans ravitaillement en eau et il fallut imaginer d'autres montures.

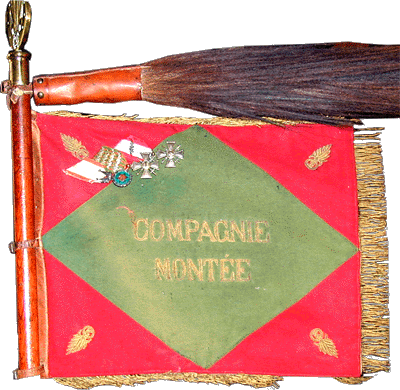
fanion de la compagnie montée du 2e REI

## Origine et histoire
Les premières unités montées sur mulet de l'armée française, furent vraisemblablement les deux bataillons d'infanterie du colonel Yusuf en juillet 1843 lors de la prise de la smala d'Abd El-Kader. Mais celles-ci n'eurent pas de suites.
À partir de la fin des années 1880, en Algérie, les troupes françaises commencèrent à occuper les oasis du sud, aux confins sahariens afin de se prémunir des razzias. Mais ces avant-postes devaient être ravitaillés et les convois devenaient alors des cibles tentantes pour les pillards.
La première unité Légion montée à dos de mulet fut imaginée par le colonel de Négrier, chef de corps du 2e régiment étranger en 1881 lors des colonnes lancées à la poursuite du marabout Bou Amama. Le 14 décembre 1881, 50 légionnaires montés à dos de mulets remportent leur première victoire.
En 1913, la 3e compagnie montée du 2e étranger devient compagnie montée du Maroc, formant corps. Pendant la guerre, elle est chargée de la sécurité des communications entre Fès et Taza. Rattachée au 3e étranger le 15 novembre 1920, elle retourne au 2e REI le 1er janvier 1922, et reprend son nom d'origine.
Le 1er octobre 1923, la compagnie montée du Maroc devient 1re CM du 2e REI à la suite de la création d'une deuxième compagnie montée au sein du régiment. Dénommée compagnie montée du 2e REI le 1er octobre 1930, elle stationne à Ksar-ès-Souk à la fin de la pacification du Maroc. À partir de cette date, une partie des unités montées va être motorisée.
Le 1er janvier 1950, la dernière compagnie montée, la Montée du 4e étranger est dissoute à Ksar-es-Souk.

## Particularités
À partir de 1884, l'organisation des compagnies montées est fixée à 215 hommes, 3 chevaux et 120 mulets.
Les officiers sont à cheval, les adjudants disposent d'un mulet individuel, quant aux autres, ils ont un mulet pour deux.
L'un va à dos de mulet et l'autre marche. Toutes les heures, au commandement "changez, montez", les légionnaires changent de place. Le plus ancien des deux est responsable de la mule ("titulaire") et l'autre est le "doubleur".
Une compagnie montée progresse à 6 km/h, mais en cas de nécessité, le mulet peut soutenir un trot assez rapide et l'homme à terre peut suivre au pas de gymnastique. Le rythme normal est de 10 à 15 heures de marche par jour, soit la possibilité de couvrir des distances de 40 à plus de 70 km dans une journée, ce qui crée un avantage considérable dans le désert.
Les légionnaires affectés dans ces unités sont triés sur le volet et seuls les volontaires les plus robustes peuvent espérer servir à la montée.

## Faits d'armes
- bataille de Taghit
- bataille d'El-Moungar

Au cours de la Première Guerre mondiale, les compagnies montées, restées au Maroc, sont essentiellement formées de soldats allemands.
Celle du 2e régiment étranger d'infanterie se voit récompensée de la Croix de guerre 1914-1918 avec quatre citations à l'ordre de l'Armée et la fourragère aux couleurs de la Médaille militaire.

## Sources
- Képi blanc no 288 d'avril 1971